# 독일 국가당 (1950년)
독일 국가당(독일어: Deutsche Reichspartei 도이체 라이히스파르타이[*], DRP)는 국민주의, 신나치주의를 표방하는 서독의 정당이었다. 1950년 독일 우파당이 그 전신으로 연방의회 중 니더작센에서 5석을 보유하고 있던 정당이었다.
1950년 다수의 우파당 당원들이 창당하였으며 나중에는 헤센의 "국민민주당" 분파를 흡수하고, 1952년 독일 사회주의 국가당이 연방헌법재판소에 의해 해산되자 다수가 제국당으로 입당하였다. 초기 부의장은 빌헬름 메인부르크, 오토 헤스, 하인리히 쿤스트만이며 모두 국가사회주의 독일 노동자당에서 활동한 경험이 있다. 1951년에는 기관지인 제국의 부름(독일어: Reichsruf 라이히스루프[*])을 발행하였다.
콘라드 아데나워 집권 기간 라인강의 기적은 1953년부터 1961년까지 전국 투표의 약 1%를 차지하기 위해 고군분투하게 되었고, 1959년에는 라인란트팔츠주 선거에서 5.1%의 득표율을 얻어 의원을 배출할 수 있었다.
1962년 오즈왈드 모즐리가 주최한 유럽 극우정당 회의에 참석하면서 유럽 국가당의 회원이 되었으나 모즐리의 말대로 DRP를 포함한 소수 정당들이 유럽 국가당으로 명칭을 바꾸는 것에는 관심이 없었기 때문에 이 계획은 실패했다. 그 후 독일당과 같은 우익정당들과 접촉하였으며 후에 공식으로 보다 바람직하게 통합해야 된다고 결정을 내렸다. 1964년 본에서 열린 마지막 당대회에서 새로운 "국민민주주의 세력" 연합을 위해 투표를 진행한 끝에 독일 제국당은 해산되고 독일 국민민주당으로 개편된다.

## 같이 보기
- 1953년 독일 연방의회 선거
- 1957년 독일 연방의회 선거
- 1961년 독일 연방의회 선거
- 독일의 극우 정치